# Armen Takhtajan
Armen Takhtajan (Armen Leonovitch Takhtadjan), né le 10 juin 1910 à Choucha et mort le 13 novembre 2009, est un botaniste soviéto-arménien et l'une des plus importantes figures de la biogéographie, de la taxonomie et de l'évolution végétales.

## Carrière
Takhtajan travaille à l'Institut de botanique Komarov de Léningrad, où il développe, en 1940, son système de classification classique des plantes à fleurs basé sur leurs relations phylogénétiques. Son système n'est découvert par les botanistes occidentaux qu'après 1950. À la fin des années 1950, il entame une correspondance et une collaboration avec le botaniste américain Arthur Cronquist (1919-1992), dont son système de classification est fortement influencé par sa collaboration avec Takhtajan et d'autres botanistes de Komarov.
La classification de Takhtajan est une classification classique des plantes à fleurs (Angiospermes) qui est basée sur une division (phylum), Magnoliophyta, avec deux classes les Magnoliopsida (ou dicotylédones) et les Liliopsida (ou monocotylédones). Ces deux classes sont subdivisées en sous-classes, puis en super-ordres, ordres et familles. Le système de Takhtajan est proche de celui de Cronquist mais est plus complexe dans les niveaux taxinomiques supérieurs. Il privilégie les petits ordres et les familles, suivant leurs caractéristiques et leurs relations évolutives. Le système de Takhtajan  est encore largement utilisée notamment au Jardin botanique de Montréal.
Takhtajan a aussi développé un système de régions floristiques.
Takhtajan fait partie de l'Académie des sciences de Russie, est membre étranger de l'Académie nationale des sciences de 1971 à sa mort. Il préside la Société botanique de Russie de 1973 à 1991.

## Œuvre

### Publications originales en russe
- (ru) Armen Leonovich Takhtajan, « Chetyre tsarstva organicheskogo mira » [« Quatre règnes du monde organique »], Priroda (« Nature »), Akademii Nauk USSR, no 2,‎ 1973, p. 22-32.

### Quelques œuvres traduites en anglais
- (en) A. Takhtajan, Th.J. Crovello et A. Cronquist, Floristic Regions of the World, 1986.
- (en) A. Takhtajan, Evolutionary Trends in Flowering Plants, 1991.
- (en) A. Takhtajan, Diversity and Classification of Flowering Plants, 1997.